# Arms of Mary
Arms of Mary, ook wel Lying in the Arms of Mary, is de enige single van de Schotse  band Sutherland Brothers and Quiver, die succes had in Nederland en België (Vlaanderen). Het nummer is afkomstig van de elpee Reach for the Sky, welke in juni 1975 werd uitgegeven. Op 6 februari 1976 werd het nummer op single uitgebracht.

## Achtergrond
"Arms of Mary" werd een hit in de zeer warme zomer van 1976 en besteeg diverse hitparades in Europa.
In Nederland werd de plaat veel gedraaid op de landelijke radiozenders en werd een gigantische hit in de destijds twee hitlijsten. In de Nederlandse Top 40 bereikte de plaat de nummer 1-positie (3 weken) en de Nationale Hitparade (4 weken). In de op Hemelvaartsdag  27 mei 1976 gestarte Europawijde hitlijst, de TROS Europarade, werd op donderdag 22 juli 1976 eveneens de nummer 1-positie bereikt.
In België bereikte de plaat de nummer 1-positie in zowel de voorloper van de Vlaamse Ultratop 50 als de Vlaamse Radio 2 Top 30. In Wallonië werd de 47e positie bereikt.
In het Verenigd Koninkrijk werd de 5e positie bereikt in de UK Singles Chart en in Ierland zelfs de nummer 1-positie. In Duitsland werd de   17e positie, Nieuw-Zeeland de 32e en in de Verenigde Staten een bescheiden 81e positie.
Het bleef een eendagsvlieg voor de band, alhoewel schrijver Iain Sutherland ook al een eerder (verstopt) succes had; hij was auteur van Sailing van Rod Stewart.
Van de allereerste editie in december 1999 tot en met 2008 stond de ballad genoteerd in de middenregionen van de jaarlijkse NPO Radio 2 Top 2000 van de Nederlandse publieke radiozender NPO Radio 2. het is een liefdesliedje over een (denkbeeldig?) vriendinnetje van Iain. B-kant was in We get along, soms Secrets afhankelijk van het land van persing.
Het nummer werd meermaals gecoverd, waaronder afzonderlijk door de Volendammers Piet Veerman en Jan Keizer.

## Hitnoteringen

### Nederlandse Top 40
| "Arms of Mary" in de Nederlandse Top 40 - binnen 12-06-1976 | "Arms of Mary" in de Nederlandse Top 40 - binnen 12-06-1976 | "Arms of Mary" in de Nederlandse Top 40 - binnen 12-06-1976 | "Arms of Mary" in de Nederlandse Top 40 - binnen 12-06-1976 | "Arms of Mary" in de Nederlandse Top 40 - binnen 12-06-1976 | "Arms of Mary" in de Nederlandse Top 40 - binnen 12-06-1976 | "Arms of Mary" in de Nederlandse Top 40 - binnen 12-06-1976 | "Arms of Mary" in de Nederlandse Top 40 - binnen 12-06-1976 | "Arms of Mary" in de Nederlandse Top 40 - binnen 12-06-1976 | "Arms of Mary" in de Nederlandse Top 40 - binnen 12-06-1976 | "Arms of Mary" in de Nederlandse Top 40 - binnen 12-06-1976 | "Arms of Mary" in de Nederlandse Top 40 - binnen 12-06-1976 | "Arms of Mary" in de Nederlandse Top 40 - binnen 12-06-1976 | "Arms of Mary" in de Nederlandse Top 40 - binnen 12-06-1976 |
| Week                                                        | 01                                                          | 02                                                          | 03                                                          | 04                                                          | 05                                                          | 06                                                          | 07                                                          | 08                                                          | 09                                                          | 10                                                          | 11                                                          | 12                                                          |                                                             |
| ----------------------------------------------------------- | ----------------------------------------------------------- | ----------------------------------------------------------- | ----------------------------------------------------------- | ----------------------------------------------------------- | ----------------------------------------------------------- | ----------------------------------------------------------- | ----------------------------------------------------------- | ----------------------------------------------------------- | ----------------------------------------------------------- | ----------------------------------------------------------- | ----------------------------------------------------------- | ----------------------------------------------------------- | ----------------------------------------------------------- |
| Nummer                                                      | 16                                                          | 8                                                           | 3                                                           | 1                                                           | 1                                                           | 1                                                           | 3                                                           | 6                                                           | 11                                                          | 21                                                          | 32                                                          | 38                                                          | uit                                                         |

### Nationale Hitparade
| "Arms of Mary" in de Nationale Hitparade - binnen: 05-06-1976 | "Arms of Mary" in de Nationale Hitparade - binnen: 05-06-1976 | "Arms of Mary" in de Nationale Hitparade - binnen: 05-06-1976 | "Arms of Mary" in de Nationale Hitparade - binnen: 05-06-1976 | "Arms of Mary" in de Nationale Hitparade - binnen: 05-06-1976 | "Arms of Mary" in de Nationale Hitparade - binnen: 05-06-1976 | "Arms of Mary" in de Nationale Hitparade - binnen: 05-06-1976 | "Arms of Mary" in de Nationale Hitparade - binnen: 05-06-1976 | "Arms of Mary" in de Nationale Hitparade - binnen: 05-06-1976 | "Arms of Mary" in de Nationale Hitparade - binnen: 05-06-1976 | "Arms of Mary" in de Nationale Hitparade - binnen: 05-06-1976 | "Arms of Mary" in de Nationale Hitparade - binnen: 05-06-1976 | "Arms of Mary" in de Nationale Hitparade - binnen: 05-06-1976 |
| Week                                                          | 01                                                            | 02                                                            | 03                                                            | 04                                                            | 05                                                            | 06                                                            | 07                                                            | 08                                                            | 09                                                            | 10                                                            | 11                                                            |                                                               |
| ------------------------------------------------------------- | ------------------------------------------------------------- | ------------------------------------------------------------- | ------------------------------------------------------------- | ------------------------------------------------------------- | ------------------------------------------------------------- | ------------------------------------------------------------- | ------------------------------------------------------------- | ------------------------------------------------------------- | ------------------------------------------------------------- | ------------------------------------------------------------- | ------------------------------------------------------------- | ------------------------------------------------------------- |
| Nummer                                                        | 18                                                            | 13                                                            | 2                                                             | 1                                                             | 1                                                             | 1                                                             | 1                                                             | 5                                                             | 7                                                             | 11                                                            | 27                                                            | uit                                                           |

### TROS Europarade
Hitnotering: 27-05-1976 t/m 12-08-1976. Hoogste notering: #1 (1 week) op 22-07-1976.

### NPO Radio 2 Top 2000
| Nummer met noteringen in de NPO Radio 2 Top 2000 | '99  | '00  | '01  | '02  | '03  | '04  | '05  | '06  | '07  | '08  |
| ------------------------------------------------ | ---- | ---- | ---- | ---- | ---- | ---- | ---- | ---- | ---- | ---- |
| Arms of Mary                                     | 1091 | 1244 | 1087 | 1499 | 1516 | 1910 | 1543 | 1867 | 1876 | 1697 |

1. ↑  Een vetgedrukt getal geeft de hoogste notering aan.
2. ↑  Deze tabel is bijgewerkt tot en met de laatste editie (2024).

## Piet Veerman
Piet Veerman bracht het nummer Arms of Mary in juli 1992 uit op vinylsingle. Op de B-kant stond het nummer Together again. Verder verscheen het op zijn album In between (1992) en zijn verzamelalbums The best of Piet Veerman (1993), Zijn mooiste songs (1995) en Sailin' home (Het beste van Piet Veerman) (1996). De single kwam in de Tipparade terecht, maar bereikte de Nederlandse Top 40 niet. Wel stond de plaat zeven weken genoteerd in de Nationale Top 100 en bereikte de 44 positie.

### Nationale Top 100
| "Arms of Mary" in de Nationale Top 100 – binnen: 01-08-1992 | "Arms of Mary" in de Nationale Top 100 – binnen: 01-08-1992 | "Arms of Mary" in de Nationale Top 100 – binnen: 01-08-1992 | "Arms of Mary" in de Nationale Top 100 – binnen: 01-08-1992 | "Arms of Mary" in de Nationale Top 100 – binnen: 01-08-1992 | "Arms of Mary" in de Nationale Top 100 – binnen: 01-08-1992 | "Arms of Mary" in de Nationale Top 100 – binnen: 01-08-1992 | "Arms of Mary" in de Nationale Top 100 – binnen: 01-08-1992 | "Arms of Mary" in de Nationale Top 100 – binnen: 01-08-1992 |
| Week                                                        | 01                                                          | 02                                                          | 03                                                          | 04                                                          | 05                                                          | 06                                                          | 07                                                          | 08                                                          |
| ----------------------------------------------------------- | ----------------------------------------------------------- | ----------------------------------------------------------- | ----------------------------------------------------------- | ----------------------------------------------------------- | ----------------------------------------------------------- | ----------------------------------------------------------- | ----------------------------------------------------------- | ----------------------------------------------------------- |
| Nummer                                                      | 97                                                          | 80                                                          | 65                                                          | 54                                                          | 44                                                          | 52                                                          | 84                                                          | uit                                                         |